# Verein für Bewegungsspiele 1914 Wissen
Il 	Verein für Bewegungsspiele 1914 e.V. Wissen, meglio conosciuto come VfB Wissen, è una società di calcio tedesca, con sede a Wissen, Renania-Palatinato.

## Storia
Il VfB Wissen fu fondato il 28 febbraio 1914, alla vigilia della prima guerra mondiale. Limitò per la maggior parte della sua esistenza le sue partecipazioni ai campionati regionali della Renania. Nella stagione 1962-1963 la squadra partecipò alla II. Division 1962-1963, la serie cadetta della Germania occidentale, ove pur ottenendo il sesto posto del girone Südwest, non riuscì a mantenere il livello a causa della riforma dei campionati. L'altro picco raggiunto dalla squadra fu il campionato di Fußball-Regionalliga 1994-1995, corrispondente al terzo livello della piramide calcistica tedesca, chiuso al diciottesimo e ultimo posto del girone West/Südwest.
Ha partecipato anche a due edizione della Coppa di Germania, nel 1980-1981, in cui raggiunse il secondo turno, e 1982-1983, in cui la squadra fu eliminata al primo turno.

## Allenatori
- 1993-94  Elmar Müller
- 1994-95  Wolfgang Rausch